# Mexicko-americká válka

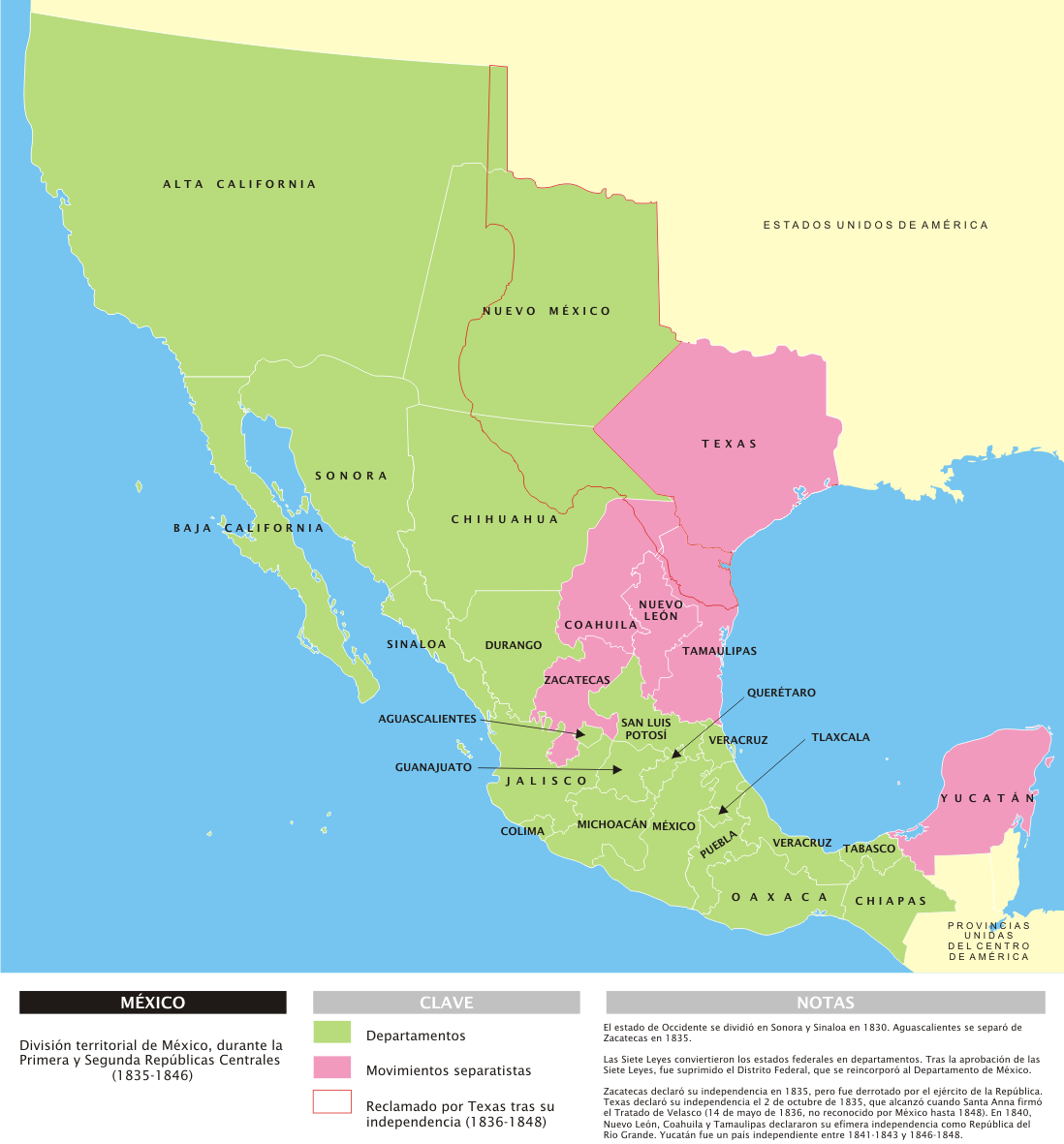
Teritoriální rozdělení Mexika mezi První a Druhou republikou – červeně označeny území se separatistickými tendencemi, červenou linkou označeno sporné území po odtržení Texasu

Mexicko-americká válka nebo Americko-mexická válka byl ozbrojený konflikt mezi Spojenými státy americkými a  Mexikem v letech 1846–1848. Válka byla vyvolána sporem mezi USA a Mexikem o vládu nad územím Texasu. Mexiko neuznávalo odštěpení Texasu v roce 1836 a po celou dobu existence Texaské republiky (1836–1846) považovalo Texas za svoji vzbouřenou provincii. Zatímco mexičtí historici označují za příčinu války anexi Texasu ze strany USA v roce 1846, z jejich hlediska neoprávněnou, americká oficiální místa (která krátkodobou nezávislost Texasu uznala) považují i jimi tak označovanou anexi Texasu za provedenou se souhlasem Texasanů a tudíž za legitimní. Za příčinu války považují Američané napadení pevnosti Fort Texas mexickou armádou, k němuž došlo 3. května 1846.
Dalšími příčinami války byly podle historiků snahy o územní expanzi Spojených států směrem na jihozápad, politická nestabilita v Mexiku a neschopnost Mexika řádně spravovat své severní provincie v období po válce za nezávislost země (1810–1821).
Bezprostředním důvodem k válce (casus belli) bylo napadení pevnosti Fort Texas mexickou armádou 3. května 1846. Bojové operace probíhaly rok a půl od jara 1846 do podzimu 1847. Válka skončila naprostým vítězstvím Spojených států. Výsledkem byly významné územní ztráty Mexika ve prospěch Spojených států – odtržením Texasu a postoupením dalších území po prohrané válce přišlo Mexiko o více než polovinu svého území. Na získaném území vznikly postupně americké státy Kalifornie, Nové Mexiko, Arizona, Nevada a Utah. Ačkoliv se dlouze diskutovalo o zákazu otroctví na nových územích, byl v roce 1850 přijat kompromis, na jehož základě zůstala bez otroctví jen Kalifornie. Ztráta rozsáhlých území podnítila mexickou vládu k politice osídlování severních oblastí jako prostředku k zabránění dalším ztrátám území.
Mírová smlouva z Guadalupe Hidalgo (oficiálně: Smlouva o míru, hranicích, přátelství a vypořádání mezi Spojenými státy americkými a Mexickou republikou) potvrdila hlavní důsledky této války: nucené postoupení mexických území Alta California a Santa Fe de Nuevo México ve prospěch Spojených států za 15 miliónů dolarů. Dále Spojené státy odpustily mexické vládě dluhy vůči americkým občanům (3,25 miliónů dolarů). Mexiko také uznalo řeku Rio Grande jako svou státní hranici s USA, a tím definitivně ztratilo Texas.

## Situace v Mexiku

Komančové ze západního Texasu ve zbroji, c. 1830.

Mexiko bylo po získání nezávislosti na Španělsku v roce 1821 plné vnitřních rozporů, které hraničily s občanskou válkou, nicméně v odmítání myšlenky odtržení Texasu bylo poměrně jednotné. Z tohoto důvodu pohrozilo Spojeným státům válkou, pokud se pokusí anektovat Texas.
Po získání nezávislosti na Španělsku však klesly vojenské a diplomatické schopnosti Mexika, což se projevilo hlavně v severní polovině území, kde hrozily místní indiánské kmeny Komančů, Apačů a Navahů. Indiáni, a to hlavně Komančové, využívali této slabosti Mexika a podnikali hluboké nájezdy někdy i stovky kilometrů do vnitrozemí s cílem ukrást stáda dobytka, která pak použili pro vlastní potřebu nebo je prodali na rostoucím trhu v Texasu a Spojených státech. Mexičané věřili, že Američané jim tyto nájezdy usnadňovali, protože z nich měli užitek. Indiánské nájezdy po sobě zanechaly tisíce mrtvých lidí a zdevastované severní Mexiko. Když americké jednotky toto území v roce 1846 napadly, našly zde demoralizované obyvatelstvo. Ze strany civilního obyvatelstva se Američanům dostalo jen malého odporu.
V roce 1834 se po několikáté stal prezidentem Mexika Antonio López de Santa Anna, který zrušil federální ústavu a začal vládnout jako centralistický diktátor. To vedlo k vlně protestů některých provincií, které posléze vyhlásily nezávislost. Jednáním i silou se je podařilo přivést zpět pod mexickou nadvládu až na Texas, který zůstal prakticky nezávislý.

## Plány expanze Spojených států na západ
Před vypuknutím války bylo území horní Kalifornie a Nového Mexika dobře známé americkým lovcům, průkopníkům a obchodníkům, kteří při cestě na západ používali buď cestu z Missouri do Santa Fe nebo námořní spojení s kalifornským pobřežím. Tito obchodníci většinou obchodovali s kůžemi dobytka a lojem. Když v roce 1821 vzniklo nezávislé Mexiko, dala jeho vláda najevo, že američtí obchodníci jsou v Santa Fe vítáni. Tito průkopníci však našli mnohem víc než jen obchodní cestu, ale i způsob jak překonat prérie, pouště a hory, což bylo silným impulzem pro nové přistěhovalce.
V roce 1842 americký velvyslanec v Mexiku Waddy Thompson, Jr. řekl, že by Mexiko možná bylo ochotno postoupit Kalifornii výměnou za vypořádání svých dluhů. Řekl:

„Pokud jde o Texas, považuji jej za velice málo hodnotný v porovnání s Kalifornií, nejbohatší, nejkrásnější a nejzdravější zemí na světě… získáním horní Kalifornie bychom mohli mít stejnou nadvládu v Pacifiku… Francie i Anglie k ní upírají své oči.“

Administrativa prezidenta Johna Tylera navrhla trojstrannou dohodu, která by vypořádala spor o hranice Oregonu a zajistila postoupení přístavu San Francisco, ale lord Aberdeen se odmítl zúčastnit. Řekl však, že Británie nemá žádné námitky proti rozšíření území Spojených států v této oblasti. Přesto však prosakovaly zprávy o tom, že Francie nebo Británie se chystá uchvátit Kalifornii, ačkoliv to nebyla pravda.
Územní expanze Spojených států směrem k pobřeží Tichého oceánu byla jedním z politických cílů prezidenta Jamese K. Polka, který byl i vůdcem Demokratické strany Spojených států. V té době se těšila vysoké oblibě myšlenka tzv. „Zjevného údělu“. Roku 1845 totiž John L. O'Sullivan, novinář listu „Democratic Review“, napsal: „Naším zjevným údělem je zaplavit zemi, kterou nám přiřkla Prozřetelnost, aby se každým rokem znásobující se miliony mohly svobodně rozvíjet.“ Tento „zjevný úděl“ obsahoval přesvědčení, že Spojené státy mají morální právo rozšiřovat své území pro šíření své civilizace. Podstatou bylo, že anglicky mluvící Spojené státy s vysokými ideály protestantské křesťanské etiky měly „zcivilizovat“ území domorodých obyvatel a katolických Mexičanů. Spojené státy proto v roce 1835 a 1845 nabídly Mexiku, že jeho severní provincie odkoupí. Mexická vláda však pokaždé nabídku na odkoupení téměř poloviny svého území odmítla.
Polkův volební program však byl jednoznačně zaměřen na územní expanzi. Polk hovořil o „znovuobsazení Oregonu a znovupřipojení Texasu“, a tím si zajistil podporu jak Severu (preferoval expanzi severozápadním směrem), tak Jihu (byl pro expanzi jihozápadním směrem). Svůj zájem však nejvíce upíral na Nové Mexiko a Kalifornii, protože o připojení Texasu bylo rozhodnuto ještě před jeho nástupem do funkce prezidenta Spojených států.

## Texaská republika

Texaská republika. Hranice z let 1836–1845 s obrysy hranic současných Spojených států. Žlutě vyznačeno všeobecně uznávané území Texasu a zeleně sporné území.

V roce 1810 Moses Austin, bankéř z Missouri, získal od Španělska velké území v Texasu, ale zemřel dříve, než uskutečnil svůj plán přivést na toto území americké osadníky. Jeho synovi Stephen F. Austinovi se podařilo přivést do Texasu více než 300 rodin, čímž byl odstartován stálý trend migrace ze Spojených států do Texasu. Tak se od 20. let 19. století začal Texas rychle měnit na americkými osadníky obydlené území, které do Texasu zvala sama mexická vláda, protože potřebovala stabilizovat situaci v pohraničních oblastech, kde často útočili indiáni.
V roce 1829 v důsledku neustávající přistěhovalecké vlny amerických osadníků, překročil počet Američanů v Texasu počet Mexičanů. Mexická vláda se rozhodla obnovit proto daň z nemovitosti, zvýšit cla na americké zboží a zakázat otroctví. Osadníci i mnoho mexických obchodníků tato opatření odmítli, což vedlo mexickou vládu k uzavření Texasu pro další přistěhovalce. Nicméně, přistěhovalci do země proudili ze Spojených států ilegálně dál. Okolo roku 1835 žilo v Texasu již asi 30 000 Američanů, což bylo téměř desetkrát víc než Mexičanů.
V roce 1834 se generál Antonio López de Santa Anna opět stal prezidentem Mexika. Místo aby poskytl novým osadníkům větší zastoupení a samosprávu, rozpustil národní shromáždění, zrušil federální systém a stal se diktátorem. Rozhodl se zlikvidovat polonezávislost Texasu, tak jako se mu to povedlo v sousední provincii Coahuila a dalších částech Mexika se separatistickými tendencemi. Nakonec Stephen F. Austin povolal Texasany do zbraně. Původně chtěli Texasané bojovat za starou mexickou ústavu, ale když se Santa Anna blížil se svou armádou, vyhlásili 2. března 1836 nezávislost. Poté, co generál Santa Anna porazil Texasany v bitvě o Alamo, byl sám drtivě poražen texaskou armádou vedenou generálem Samem Houstonem v bitvě u San Jacinta. Během této bitvy byl sám zajat a podepsal smlouvu uznávající nezávislost Texasu, aby si zachránil život. Mexiko však tuto smlouvu nikdy neratifikovalo, prohlásilo, že Santa Anna neměl právo takovou smlouvu podepsat, že tuto smlouvu podepsal pod nátlakem jako americký vězeň a vyhlásilo svůj záměr tuto vzbouřenou provincii znovu dobýt.
Texas upevnil svůj status nezávislé republiky a obdržel oficiální uznání od Británie, Francie i Spojených států, přičemž všechny tyto státy varovaly Mexiko, aby se nepokoušelo dobýt tento nový stát zpět. Většina obyvatel Texasu se chtěla připojit ke Spojeným státům, ale připojení Texasu naráželo na odpor Kongresu Spojených států, kde byla proti hlavně strana Whigů. Na druhou stranu se Spojené státy obávaly rostoucího britského vlivu v Texasu. Nakonec v roce 1845 Texaská republika souhlasila s nabídkou Kongresu na připojení ke Spojeným státům. Texas se stal 28. státem USA 29. prosince 1845.

## Příčiny války

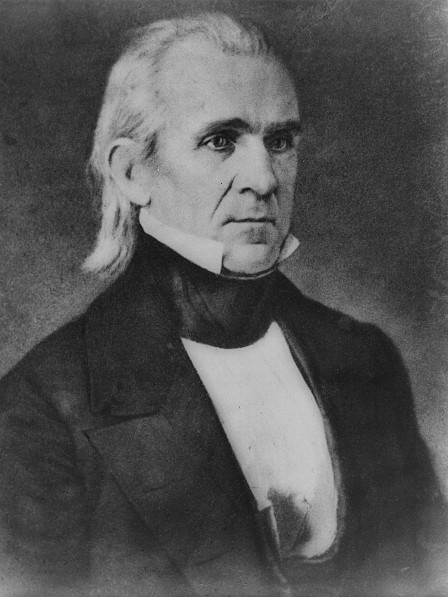
11. prezident USA James Knox Polk.

Hranice Texasu jako nezávislého státu nebyly nikdy stanoveny. Texaská republika si dělala nárok na území až k řece Rio Grande na základě smluv z Velasca (po bitvě u San Jacinta), ale Mexiko odmítlo uznat jejich platnost a považovalo za hranici řeku Nueces. Odkaz na hranici na řece Rio Grande byl vynechán i v usnesení Kongresu o připojení Texasu pro jeho lepší průchodnost schvalovacím procesem. Prezident James K. Polk prohlásil, že hranici tvoří řeka Rio Grande, což vyvolalo okamžitě spor s Mexikem.
V červnu 1845 Polk poslal generála Zachary Taylora do Texasu a od října bylo 3 500 Američanů na řece Nueces připraveno bránit Texas před případnou mexickou invazí. Polk však prahl po rozšíření území směrem k Tichému oceánu, proto vydal instrukce pacifické flotile, aby v případě, že vypukne válka s Mexikem, obsadila kalifornské přístavy a udržovala dobré vztahy s místními obyvateli. V té samé době napsal dopis americkému konzulovi v Alta California, kterým byl Thomas O. Larkin, ve kterém popřel americké ambice v Kalifornii, ale podpořil myšlenku nezávislosti Kalifornie na Mexiku nebo dobrovolné připojení ke Spojeným státům, zároveň však varoval, že Británie nebo Francie by mohly být proti.
Aby byla odstraněna další válečná hrozba na severu, Polk podepsal s Británií smlouvu o rozdělení Oregonu na 49. rovnoběžce, čímž si pohněval některé Demokraty ze severu, kteří dávali přednost expanzi na západ tímto směrem. Heslem některých bylo „padesát čtyři čtyřicet nebo válku“, to znamenalo požadavek na hranice na 54 stupních a 40 minutách severní šířky a tedy celý Oregon pro Spojené státy. Polk však dával přednost kompromisu. Britové nejprve odmítli jeho nabídku na hranice na 49 stupních, a proto obnovil požadavek na 54 stupňů a 40 minut. Polk měl štěstí, že Británie si cenila víc obchodu se Spojenými státy, než aby vedla válku o kousek divočiny na pomezí Spojených států a Kanady. Následně proto přišli sami Britové s nabídkou kompromisu na 49. rovnoběžce, což Polk přijal. Většina byla spokojena. Jih svůj zrak upíral k Texasu a severnímu Mexiku a Sever si cenil dobrých obchodních vztahů s Británií.
10. listopadu 1845 poslal prezident Polk tajného vyslance, kterým byl John Slidell, do Mexico City, aby vyjednal uznání hranic na řece Rio Grande a odstoupení mexických provincií Alta California a Santa Fe de Nuevo México. Polk dal dále Slidellovi oprávnění prominout dluhy za škody, které vznikly americkým občanům během mexické války za nezávislost a zaplatit 25 – 30 miliónů dolarů (672 – 806 miliónů dnes) za odstoupení zmíněných dvou provincií.
Mexiko tomu sice nebylo nakloněno, ale nebylo ani schopno vyjednávat. Jen v roce 1846 mu vládli postupně čtyři prezidenti, šestkrát se změnil ministr války a šestnáctkrát se změnil ministr financí. Mexické veřejné mínění a všechny politické proudy byly názoru, že prodání části území Spojeným státům by znamenalo poskvrnu národní cti. Mexičané, kteří byli proti přímému střetu se Spojenými státy, a ke kterým patřil i prezident José Joaquín de Herrera, byli pokládáni za zrádce. Vojenští protivníci mexického prezidenta, podporovaní novináři, považovali přítomnost Slidella v Mexico City za urážku. Když de Herrera začal jednat se Slidellem o pokojném vyřešení texaského problému, byl obviněn z velezrady a sesazen. Poté se dostala k moci nacionalistická vláda, kterou vedl generál Mariano Paredes y Arrillaga. Tato vláda veřejně potvrdila, že Mexiko si i nadále nárokuje Texas. Slidell byl přesvědčen, že Mexiko by mělo být „potrestáno“ a vrátil se do Spojených států.

### Pohraniční srážky
Prezident James K. Polk po svém zvolení nařídil generálu Taylorovi a jeho silám, aby postoupili na jih k Rio Grande, a tak vstoupili na sporné území. To byl nanejvýš pochybný krok, protože Mexiko neuznalo ani anexi Texasu, ani hranici na řece Rio Grande. Spojené státy se však odvolávaly na smlouvy z Velasca. Mexiko naopak argumentovalo, že zmíněná smlouva byla podepsána generálem Santa Annou v roce 1836 pod nátlakem, když byl americkým vězněm, a že je tedy neplatná. Navíc, Mexičané tvrdili, že Santa Anna neměl pravomoc vyjednávat a podepsat takovou smlouvu. Skutečně smlouva nebyla nikdy Mexikem ratifikována. Polkův záměr byl jasný – vyprovokovat válku. Ulysses S. Grant, který sloužil jako mladý důstojník u generála Taylora, později přiznal: „Poslali nás, abychom vyprovokovali boje, ale bylo nutné, aby je začalo Mexiko.“
Taylor ale ignoroval mexické požadavky, aby se stáhnul za řeku Nueces a postavil provizorní pevnost Fort Texas (později známou jako Fort Brown) na severním břehu Rio Grande přímo proti mexickému městu Matamoros. Mexické síly v oblasti vedl generál Mariano Arista.
25. dubna 1846 oddíl mexického jezdectva v počtu 2 000 mužů napadl americkou hlídku o počtu 70 mužů. Hlídka byla vyslána na průzkum do území mezi řekami Rio Grande a Nueces. V boji poblíž Brownsville bylo zabito 16 amerických vojáků, 5 bylo zraněno a 49 zajato. Tato událost, která je známá pod názvem „Thornton Affair“ se nakonec stala záminkou pro vyhlášení války.
Obléhání pevnosti Fort Texas bylo zahájeno 3. května 1846. Mexické dělostřelectvo v Matamoros zahájilo palbu na Fort Texas, která odpověděla svými děly. Bombardování pokračovalo dalších 160 hodin a postupně se zvyšovalo, jak mexické síly postupně obklopovaly pevnost. Během bombardování bylo zraněno 13 amerických vojáků a 2 vojáci zahynuli. Mezi mrtvými byl i Jacob Brown, podle kterého byla později pevnost přejmenována.
8. května 1846 přispěchal Zachary Taylor s 2 400 vojáky, aby pevnost vyprostil. Avšak Arista odtáhl na sever se silou 3 400 vojáků, aby se s ním utkal v bitvě u Palo Alto. Američané zde nasadili „létající dělostřelectvo“, což byl americký výraz pro lehké mobilní jízdní dělostřelectvo tažené koňmi, přičemž i jeho obsluha se pohybovala na koních. Dělostřelectvo bylo schopno vystřelit a rychle se přesunout na jiné místo na bojišti. Mexičané odpověděli jízdním útokem a vlastním dělostřelectvem, které však bylo těžkopádné a pomalé. Americké „létající dělostřelectvo“ poněkud demoralizovalo mexickou stranu, přičemž se snažilo využít výhod, které jí poskytoval terén. Mexičané ustoupili během noci na druhou stranu vyschlého řečiště, které jim poskytlo jakési přírodní opevnění. Během tohoto ústupu však byly mexické jednotky značně rozptýleny, takže vzájemná komunikace vázla.
Následující den během bitvy u Resaca de la Palma se obě strany utkaly v boji muž proti muži. Americké kavalérii se podařilo ukořistit několik mexických děl, což zatlačilo mexickou stranu na ústup, který se změnil v debakl. Arista nebyl schopen opět shromáždit své síly, protože bojoval v neznámém terénu a ústup jeho mužů se změnil v útěk. Mexické ztráty byly těžké a navíc Mexičané opustili své dělostřelectvo a zásoby. Fort Texas způsobila další ztráty, když ustupující vojáci procházeli kolem pevnosti. Mnoho mexických vojáků se rovněž utopilo, když se snažili přeplavat řeku Rio Grande.

### Vyhlášení války

Celková mapa mexicko-americké války.

Když Polk obdržel zprávu o Thorntonově incidentu, usoudil, že má v rukou dostatečné casus belli (záminku k válce). V jeho poselství ke Kongresu Spojených států ze dne 11. května 1846 stálo, že „Mexiko překročilo hranice Spojených států, napadlo naše území a prolilo americkou krev na americké půdě“. Kongres vyhlásil válku Mexiku 13. května 1846, přičemž vyhlášení války mělo silnou podporu hlavně u Demokratů z jižních států. 67 kongresmanů z řad Whigů bylo zpočátku proti, hlavně kvůli otroctví, ale nakonec jich proti válce hlasovalo jen 14 včetně bývalého prezidenta Johna Quincyho Adamse.

### Opozice proti válce
Většina Whigů, a to na severu i na jihu, byla proti válce; naproti tomu většina Demokratů válku podporovala. Zvláště mezi Demokraty z jižních států bylo populární „zjevné předurčení“. Jižní státy také doufaly, že rozšíření USA na jih posílí jejich slábnoucí pozici proti rychle se rozvíjejícímu severu. Někteří Demokraté ze severu však chtěli území zvětšit severozápadním směrem.
Whigové všeobecně chtěli silnější ekonomiku se silným průmyslem než další území. Skupinu odpůrců války vedl Whig Joshua Giddings, který označoval válku s Mexikem za „agresivní, bezbožnou a nespravedlivou válku“ a hlasoval proti dodání zbraní a vojáků. Řekl:

„Na vraždách Mexičanů na jejich vlastní půdě nebo na jejich okrádání o jejich vlastní zem, nechci mít svůj podíl ani teď, ani později. Vina za tyto zločiny musí padnout na jiné. Nebudu se jich účastnit.“

Další Whig, v té době nepříliš známý, Abraham Lincoln pochyboval o příčině války a chtěl přesně vědět, kde byl Thornton napaden a kde byla prolita americká krev. „Ukažte mi to místo,“ říkával. Naznačoval tím, že američtí vojáci mohli být v době incidentu vlastně v Mexiku. Vůdce Whigů v Georgii Robert Toombs prohlásil:

„Tato válka je nepopsatelná… obviňujeme prezidenta Polka z podněcování války… aby se zmocnil země… která existovala po staletí a nyní je v držení Mexičanů… Dejte nám příležitost zastavit tuto touhu po nadvládě. Máme dostatečně velké území, nebesa to vědí.“

Severní abolicionisté napadali válku jako pokus majitelů otroků o upevnění otroctví a posílení jejich vlivu ve federální vládě. Například Henry David Thoreau jednal podle svého přesvědčení a odmítl platit daně, kterými byla placena tato válka. Byl za to nakrátko uvězněn a napsal svou slavnou esej, která byla později nazvána „Občanská neposlušnost“.
Bývalý prezident John Quincy Adams také vyjadřoval své přesvědčení, že válka povede v prvé řadě k šíření otroctví. V reakci na tyto obavy navrhl demokratický kongresman David Wilmot opatření, na jehož základě by bylo zakázáno otroctví na všech získaných územích. Tento plán však Kongresem neprošel a jen dále zvýšil napětí mezi frakcemi.

### Obhajoba války
Kromě obviňování, že akce mexické armády na sever o řeky Rio Grande, která tvořila spornou hranici, je útokem na území Spojených států, měli obhájci války i další argumenty. Pokládali území Nového Mexika a Kalifornie za jenom formálně vlastněné Mexikem s velmi slabými vazbami na Mexiko. Tvrdili, že území je vlastně neobydlené, bez vlády a nechráněné, a že velkou část, ne-li většinu, nedomorodého obyvatelstva tvoří američtí osadníci, kteří se obávají, že toto území získá největší americký rival na kontinentu, kterým byla Británie.
Prezident Polk zopakoval tyto argumenty ve třetí výroční zprávě adresované Kongresu ze dne 7. prosince 1847, ve které pečlivě a podrobně líčí podíl jeho administrativy na vzniku konfliktu, opatření k odvrácení války i odůvodnění vyhlášení války. Také rozpracovává řadu značných amerických finančních nároků vůči Mexiku a argumentuje, že země se nachází v platební neschopnosti, a proto je postoupení severních území reálnou kompenzací za tyto dluhy.

### Americký tisk a válečné nadšení
Během války vynálezy jako byl telegraf, vytvořily nový způsob komunikace, který předával lidem poslední zprávy z bojiště přímo od reportérů, kteří byli v místě bojů. Po více než desetiletých zkušeností s hlášením trestné činnosti ve městech, si novináři rychle uvědomili neukojitelnou potřebu veřejnosti po zprávách z války. Bylo to poprvé v americké historii, kdy články novinářů měly větší vliv na utváření myšlení a postojů lidí k válce než názory politiků. Novinky o válce se těšily mimořádné oblibě a byly nadšeně přijímány.
Na jaře 1846, zprávy o Taylorově vítězství u Palo Alto vyvolaly srocení velkého davu lidí v textilním městečku Lowell v Massachusetts. V květnu 1847 se zase v New Yorku slavila vítězství u Veracruz a Buena Vista. Byl uspořádán ohňostroj a „velké procesí“ mělo kolem 400 000 lidí. Generálové Taylor a Scott se stali v očích obyvatel hrdiny a později jim to pomohlo v prezidentské kandidatuře.

## Průběh války
Po vyhlášení války napadly americké síly mexické území na dvou hlavních frontách. Jezdectvo pod velením Stephena W. Kearnyho napadlo severozápadní oblasti Mexika z pevnosti Leavenworth. Tyto síly byly posíleny i pacifickou flotilou, kterou vedl John D. Sloat. Tato fronta byla otevřena hlavně z obav, aby se Británie nepokusila obsadit tyto oblasti. Další armády byly poslány na jih, aby okupovaly oblasti severovýchodního Mexika.
Obě strany vstoupily do konfliktu špatně připraveny. Spojené státy měly proti Mexiku výrazně menší armádu a neměly žádný plán. Naproti tomu poměrně velká mexická armáda byla špatně vyzbrojena a vybavena. Polk navíc sledoval politické cíle, nechtěl, aby mu v osobě úspěšného vojevůdce vyvstal politický protivník. Byl zástupcem Demokratické strany a vrchní velitel Winfield Scott byl Whig s politickými ambicemi. Proto vybral pro první část války jako velitele Zachary Taylora, což byl sice také Whig, ale kterého nepovažoval za tak silného politického soupeře. V tom se však mýlil. Skromný, prostý, drsný, otevřený a odvážný Taylor se stal pro vojáky i veřejnost takovým hrdinou, že jej to vyneslo až do funkce prezidenta Spojených států.

### Kalifornské tažení

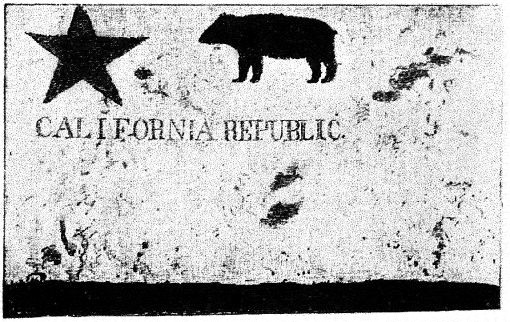
Replika první „medvědí vlajky“ (Bear Flag), symbolu vzpoury v Sonomě.

Několik měsíců před vyhlášením války (v prosinci 1845) vstoupil kapitán americké armády a cestovatel John C. Frémont a 60 dobře vyzbrojených mužů do Kalifornie (se záminkou výzkumné topografické cesty do Oregonu) a poté, co slyšel, že válka s Mexikem je na spadnutí, se jen zvolna přesouval směrem k Oregonu. Mexickému guvernérovi vysvětlil, že potřebuje jen nakoupit zásoby na cestu do Oregonu. Místo toho však vstoupil do obydlených oblastí Kalifornie a navštívil Santa Cruz County a Salinas Valley. Mexická úřední místa zpozorněla a přikázala mu, aby území opustil. Frémont na to reagoval postavením opevnění na hoře Gavilan Peak a vyvěšením vlajky Spojených států. Frémont opustil Kalifornii v březnu, ale vzápětí se vrátil, aby podporoval povstání v Sonomě, kde se několik amerických přistěhovalců rozhodlo, že budou „hrát texaskou hru“.
15. června 1846 asi 30 osadníků, většinou amerických občanů, zahájilo vzpouru a zmocnili se malé mexické posádky ve městě Sonoma v Kalifornii (tzv. Vzpoura medvědí vlajky). Povstalci vyhlásili republiku Kalifornie nezávislou na Mexiku. Jejich vlajka s medvědem se později stala základem pro vlajku současného státu Kalifornie. Tato „republika“, která nikdy neovládala větší území než okolí města, vydržela jen několik dní do 23. června 1846, kdy do města dorazil Frémont se svými muži a povstalci se k němu připojili jako „Kalifornský prapor“.
Komodor John Drake Sloat, když viděl, že válka s Mexikem je na spadnutí (zpráva o vyhlášení války k němu ještě nedorazila) a slyšel o vzpouře v Sonomě, nařídil svým silám okupovat hlavní město Monterey a 7. července 1846 nad městem vztyčil vlajku Spojených států. San Francisco, tehdy zvané Yerba Buena, bylo obsazeno 9. července 1846. 15. července 1846 převzal velení komodor Robert F. Stockton, který byl mnohem agresivnějším velitelem, a který převzal i Frémontovy muže pod své velení. 19. července 1846 Frémontův „Kalifornský pluk“ posílený o dalších 160 mužů z řad osadníků z okolí Sacramenta vstoupil do Monterey, kde se připojil ke Stocktonovým námořníkům a námořním pěšákům. Americké síly tak snadno převzaly kontrolu nad severní Kalifornií.
Mexický generál José Castro a guvernér Pío Pico uprchli směrem na jih. Stocktonovy síly se plavily směrem na jih na San Diego. Po cestě se zastavily i San Pedru, kde Stockton vylodil 50 příslušníků námořní pěchoty, aby obsadili Los Angeles. To bylo bez odporu obsazeno 13. srpna 1846. Téměř nekrvavé dobytí Kalifornie se zdálo kompletní.
Stockton však nechal v Los Angeles příliš malé síly a „Californios“ (španělsky hovořící obyvatelé Kalifornie), které vedl José María Flores, zahájili bez podpory Mexika vlastní akci, během které se jim podařilo vytlačit z Los Angeles na konci září 1846 americkou posádku. Španělští kovbojové z rančů (rancho vaqueros) byli silou, se kterou Američané vůbec nepočítali. Stockton poslal na pomoc více než 300 mužů. Mexičané, kteří byli početně několikanásobně slabší, se s nimi utkali v bitvě u Dominguez Rancho od 8. do 9. října 1846 poblíž San Pedra. V této bitvě se Mexičanům podařilo zvítězit, přičemž neutrpěli žádné ztráty. Američané, jejichž ztráty činily 14 mrtvých a 2 zraněné, byli nuceni ustoupit zpět na lodě v San Pedru.

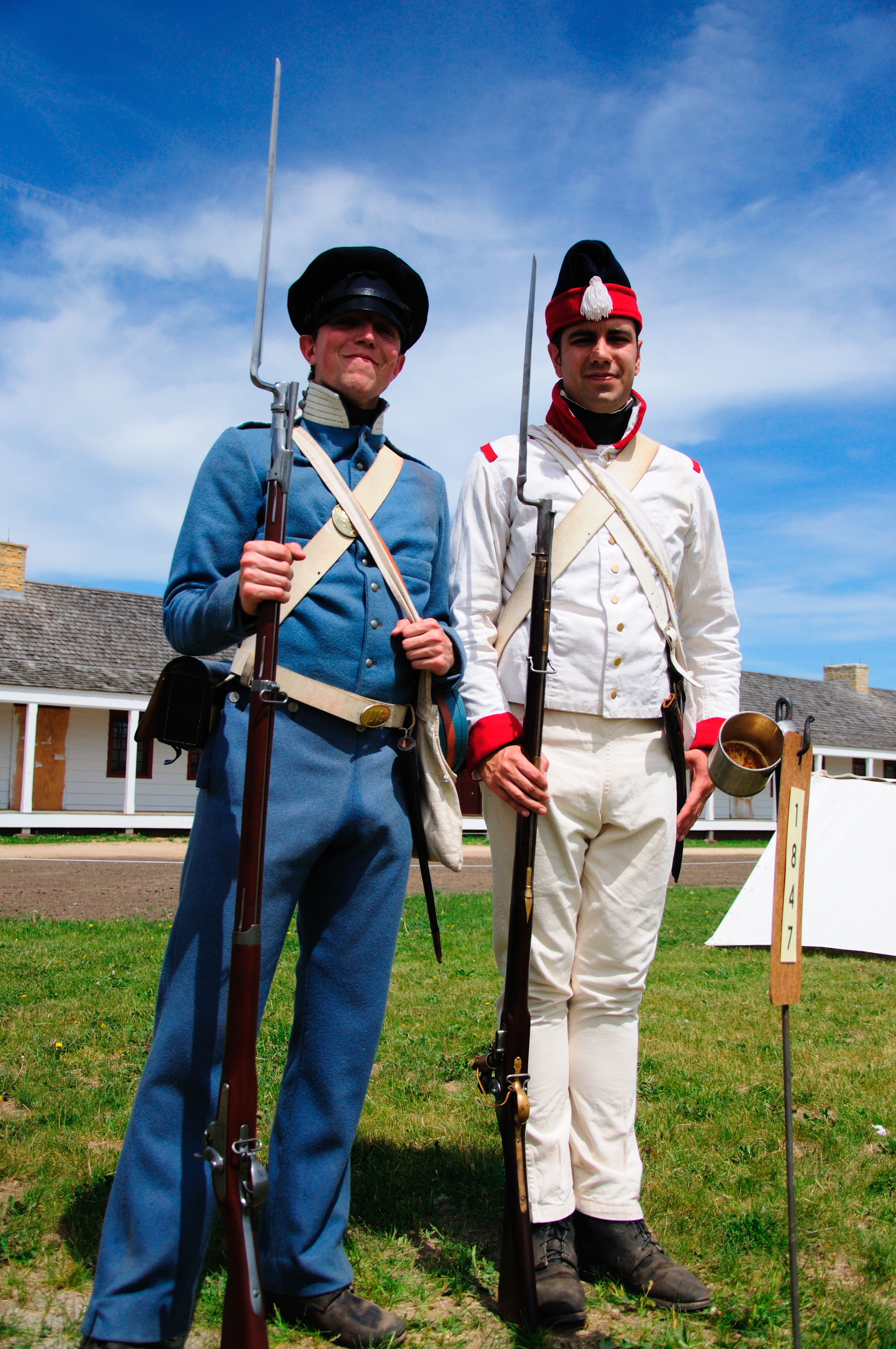
Vojáci Spojených států a Mexika (rekonstrukce)

Mezitím přispěchal generál Stephen W. Kearny s eskadronou 139 dragounů, které vedl vyčerpávajícím pochodem přes Nové Mexiko, Arizonu a Sonorskou poušť. Nakonec se dostal do Kalifornie 6. prosince 1846 a vybojoval menší bitvu s jezdci Californios u San Pasqual poblíž San Diega v Kalifornii, přičemž ztratil kolem 20 mužů, Mexičané se stáhli z bojiště z podstatně menšími ztrátami.
Velení Kearnyho bylo špatné a vedlo ke krvavým ztrátám, přesto vyvinulo tlak na nepřítele, který musel přejít do defenzívy. Dragouni drželi Californios pod tlakem po čtyři dny dokud nedorazily posily od Stocktona. Posílené spojené americké síly vyrazily 29. prosince 1846 ze San Diega na sever a dostaly se do oblasti Los Angeles 8. ledna 1847, tam se spojili s Frémontovými muži. Americké síly nyní měly 607 vojáků a námořních pěšáků, kteří bojovali s asi 300 Californios, které porazili v rozhodující bitvě u Rio San Gabriel. Následující den 9. ledna 1847 Američané vybojovali bitvu u La Mesa. 12. ledna 1847 se poslední významná jednotka Californios vzdala americkým silám. To znamenalo konec ozbrojeného odporu v Kalifornii.
Poté, co byla zajištěna horní Kalifornie, se většina lodí v Pacifiku přesouvala směrem na jih, přičemž obsazovala všechna důležitá města provincie Baja California a zajala nebo zničila téměř všechna mexická plavidla v Kalifornském zálivu. Ostatní přístavy, mimo přístavů na poloostrově, byly rovněž obsazeny. Cílem pacifického tažení bylo dobytí města Mazatlán, což byla důležitá zásobovací základna mexických sil. Mnoho mexických lodí bylo při tomto tažení zajato nebo zničeno. Například loď USS Cyane si nárokuje zajetí osmnácti lodí a zničení mnoha dalších.
Později se námořníci a příslušníci námořní pěchoty z těchto lodí zmocnili přístavu Mazatlán. Stalo se tak 11. listopadu 1847. Mexické tažení, které vedl Manuel Pineda, mělo za cíl znovu dobýt obsazené přístavy. Výsledkem bylo několik malých střetů (bitva u Mulege, bitva u La Paz, bitva u San José del Cabo) a dvě obléhání amerických posádek (obležení La Paz, obležení San José del Cabo), během kterých americké loďstvo poskytovalo svým jednotkám dělostřeleckou podporu.
Americké posádky si udržely kontrolu nad přístavy a po příjezdu posil podplukovník Henry S. Burton vyrazil do protiútoku, vysvobodil zajaté Američany, zajal mexického velitele Pineda a 31. března porazil a rozprášil zbývající mexické síly během potyčky u Todos Santos, přičemž netušil, že v únoru 1848 již byl uzavřen mír v Guadalupe Hidalgo.

### Severovýchodní Mexiko

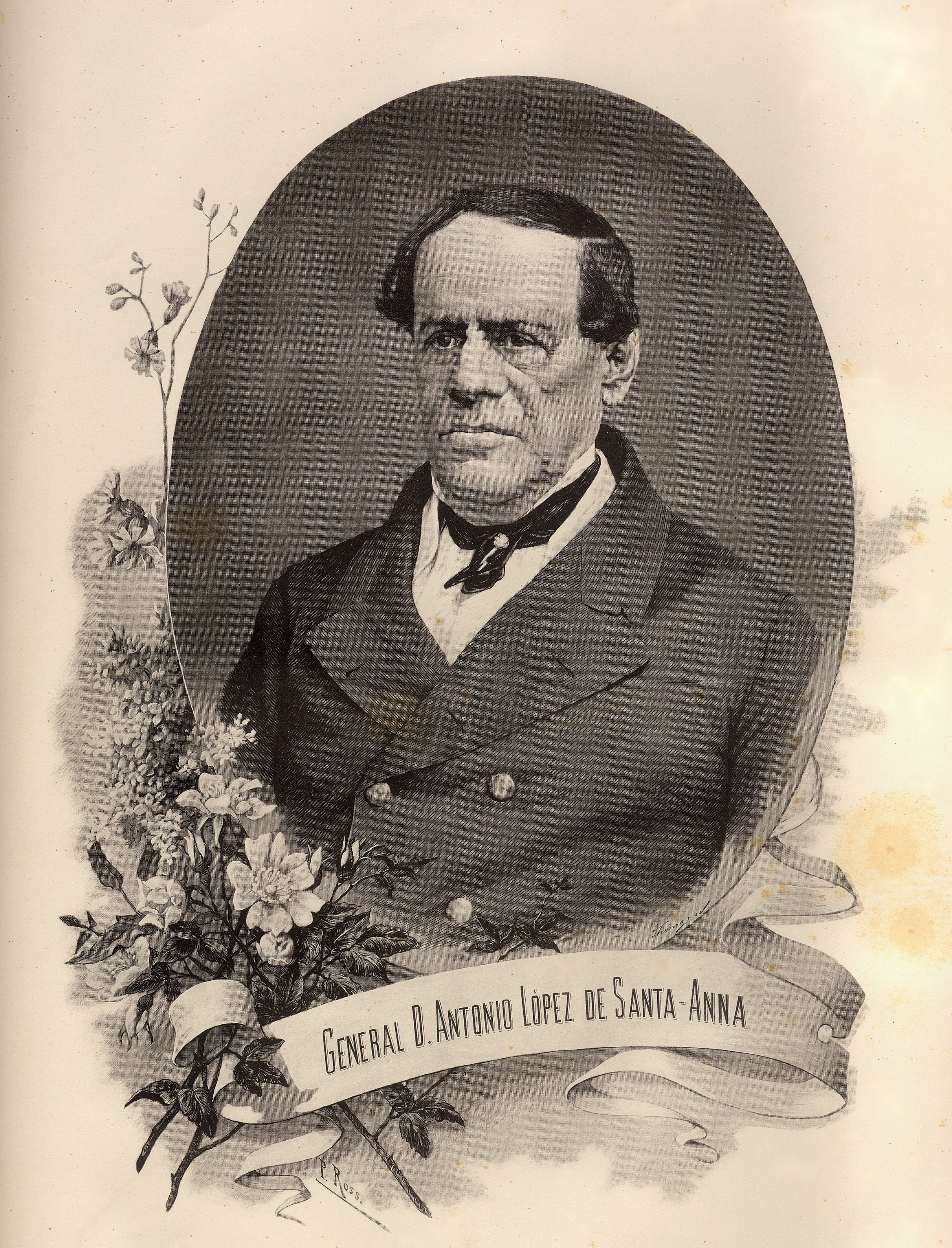
Generál Antonio López de Santa Anna v roce 1847.

Porážky u Palo Alto a Resaca de la Palma způsobily v Mexiku politické nepokoje, které využil Antonio López de Santa Anna ke vzkříšení své politické kariéry a k návratu ze svého dobrovolného exilu na Kubě uprostřed srpna 1846, kam se uchýlil po propuštění z amerického zajetí. Slíbil Polkovi, že pokud mu dovolí přejít přes americkou námořní blokádu, vyjedná v Mexiku mírové řešení konfliktu včetně prodeje území Nového Mexika a Kalifornie Spojeným státům. Do hlavního města Mexika však napsal, že již neaspiruje na úřad prezidenta Mexika, ale dychtí po tom, aby mohl využít své vojenské zkušenosti k odražení invaze, tak jako kdysi proti Španělům. Prezident Valentín Gómez Farías byl natolik zoufalý, že souhlasil a umožnil mu návrat do Mexika. Jakmile však Santa Anna přijel do Mexico City, okamžitě na své sliby Američanům zapomněl a nabídnul své služby mexické vládě. Okamžitě poté, co byl jmenován velitelem mexické armády, opět otočil a prohlásil se prezidentem Mexika. Díky Polkovi se tak do čela mexické armády postavil její nejschopnější generál.
2 300 vojáků Spojených států vedených Taylorem překročilo Rio Grande po počátečních problémech s transportem přes řeku. Tito vojáci obsadili města Matamoros a Camargo, kde vojsko poprvé postihly zdravotní potíže a poté pokračovali směrem na jih, kde oblehli město Monterrey. Výsledkem těžké bitvy u Monterrey byly vážné ztráty na obou stranách. Americké lehké dělostřelectvo totiž bylo proti kamenným opevněním města neúčinné.
Američtí vojáci, včetně mnoha absolventů akademie ve West Pointu, nikdy předtím nezažili boj ve městě. A tak vpochodovali přímo do ulic města, kde byli ničeni dobře ukrytými obránci v domech. O dva dny později proto změnili svou taktiku. Texaští vojáci, kteří již v mexických městech bojovali, doporučovali použít pro průnik městem taktiku „myších děr“. Jinými slovy, aby se vyhnuli postupu otevřenými ulicemi, bylo potřeba prorážet otvory do stěn a střech domů, uvnitř pak vybojovat boj muže proti muži a takto pokračovat dále. Tato metoda se nakonec osvědčila.

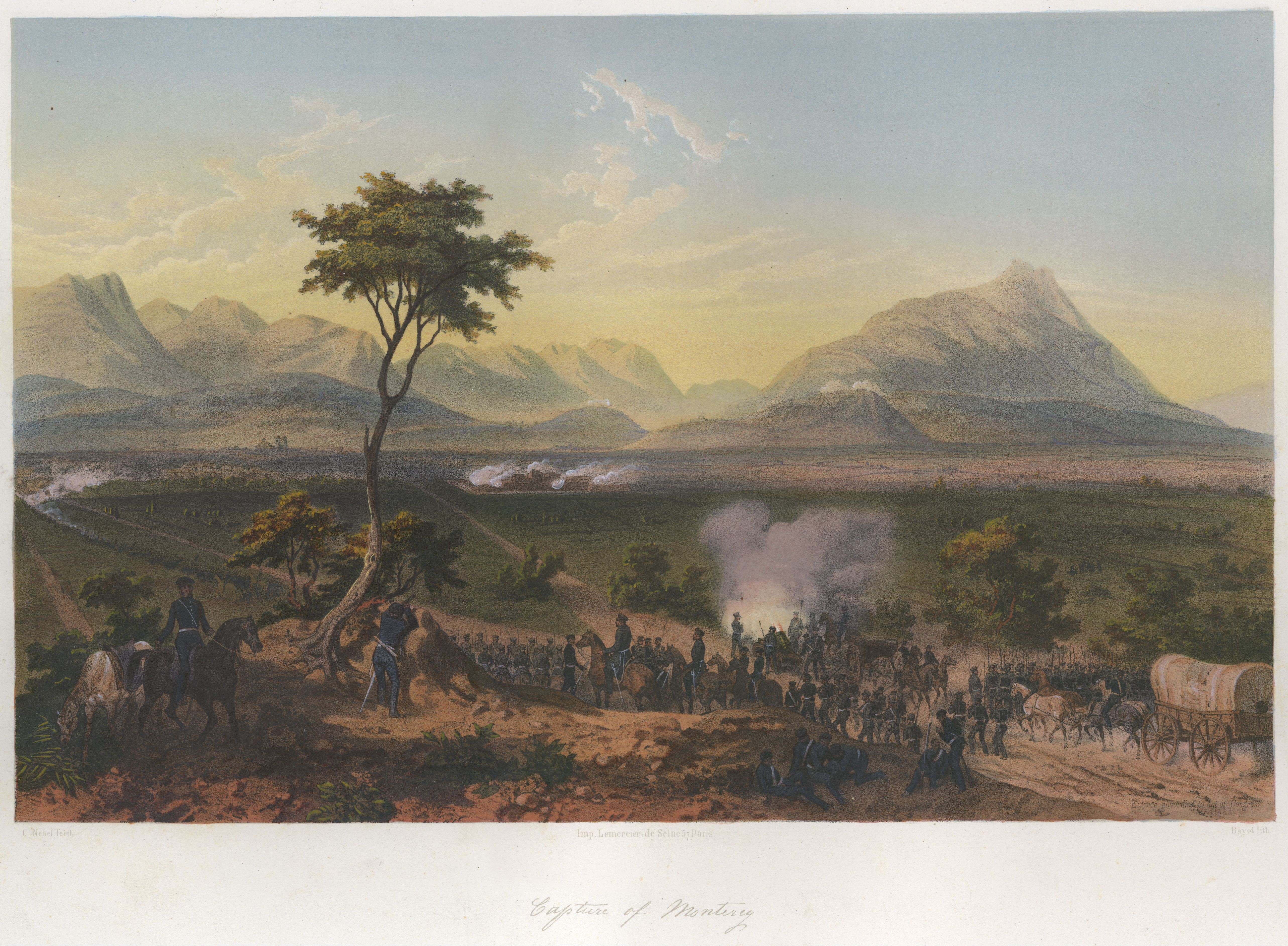
Američtí vojáci pochodují na Monterrey.

Postup městem a soustředěná palba houfnic, nakonec donutila Mexičany vyjednávat. Taylor souhlasil, že když mexičtí vojáci opustí město, uzavře příměří na osm týdnů výměnou za kapitulaci města. Na nátlak Polka však toto příměří porušil a obsadil město Saltillo ležící na jihozápad od Monterrey. Santa Anna obvinil ze ztráty měst Monterrey a Saltillo velitele Ampudia a degradoval jej na velitele malé dělostřelecké jednotky. 22. února 1847 vyrazil Santa Anna na sever s 20 000 muži, aby se utkal s Taylorem.
Taylor se 4 600 muži se opevnil v horském průsmyku Buena Vista (22. a 23. února 1847). Santa Anna, jehož armáda trpěla častými dezercemi, přitáhl s 15 000 unavenými muži. Poté navrhl Američanům možnost kapitulace, což bylo odmítnuto. Druhý den ráno proto zaútočil. Santa Anna poslal proti americkým pozicím jezdectvo a část pěchoty do svahu, který tvořil část průsmyku a hlavní část pěchoty poslal do čelního útoku přímo po silnici vedoucí do průsmyku Buena Vista.
Následoval zuřivý boj, během kterého byli Američané téměř poraženi, ale podařilo se jim nakonec pozice udržet. Mexičané způsobili Američanům značné ztráty, přesto dal Santa Anna rozkaz ke stažení, což bylo provedeno následující noc, a tím ponechal část severního Mexika v rukou Taylora. Prezident Polk však Taylorovi nedůvěřoval, podle jeho názoru dokázal svou neschopnost ochotou uzavřít příměří po bitvě o Monterrey. Také jej však považoval za soupeře v kandidatuře na prezidenta Spojených států. Polkova strategie však byla chybná, nikdy nebyl v Mexiku, a proto nechápal, proč se Taylor nechce pustit do útoku na Mexiko City přes stovky mil pouští a polopouští. Taylor přesto později využil velení v bitvě u Buena Vista v úspěšné prezidentské kampani v roce 1848.

### Severozápadní Mexiko
1. března 1847 Alexander William Doniphan obsadil severomexické město Chihuahua. Se svými muži v tomto městě zůstal jako ochrana zájmů amerických obchodníků. Nakonec na konci dubna 1847 Zachary Taylor nařídil jeho mužům opustit město Chihuahua a připojit se k němu v Saltillo. Američtí obchodníci je následovali nebo se vrátili do Santa Fe. Během cesty mnoho místních obyvatel poskytovalo Doniphanovi podporu kvůli útočícím indiánům, kteří jim brali děti, koně, mezky i peníze.
Civilní obyvatelstvo severního Mexika projevilo jen malý odpor vůči americké invazi. Možná proto, že země již byla zpustošená nájezdy indiánských kmenů Komančů a Apačů. Josiah Gregg, který putoval s americkou armádou severním Mexikem řekl, že „celá země od Nového Mexika až po hranice Durango je téměř vylidněná. Usedlosti i ranče jsou většinou opuštěné a lidé žijí jen ve městečkách a městech.“

### Tabasco
Komodor Matthew C. Perry vedl na jih skupinu plavidel podél pobřeží mexického státu Tabasco. Perry dorazil k řece Tabasco (nyní známá pod jménem Grijalva) 22. října 1846 a zmocnil se přístavu Frontera. Ponechal zde malou posádku a pokračoval se svými muži na město San Juan Bautista (dnes Villahermosa). Perry dorazil do města San Juan Bautista 25. října 1846. Plukovník Juan Bautista Traconis, který v té době sloužil jako místní oblastní velitel, se zabarikádoval se svými muži uvnitř budov. Perry si uvědomoval, že bombardování města by bylo dobrou volbou jak vyhnat mexickou armádu ven, ale chtěl se vyhnout velkým škodám. Proto stáhnul své síly zpět a připravil je na následující den.

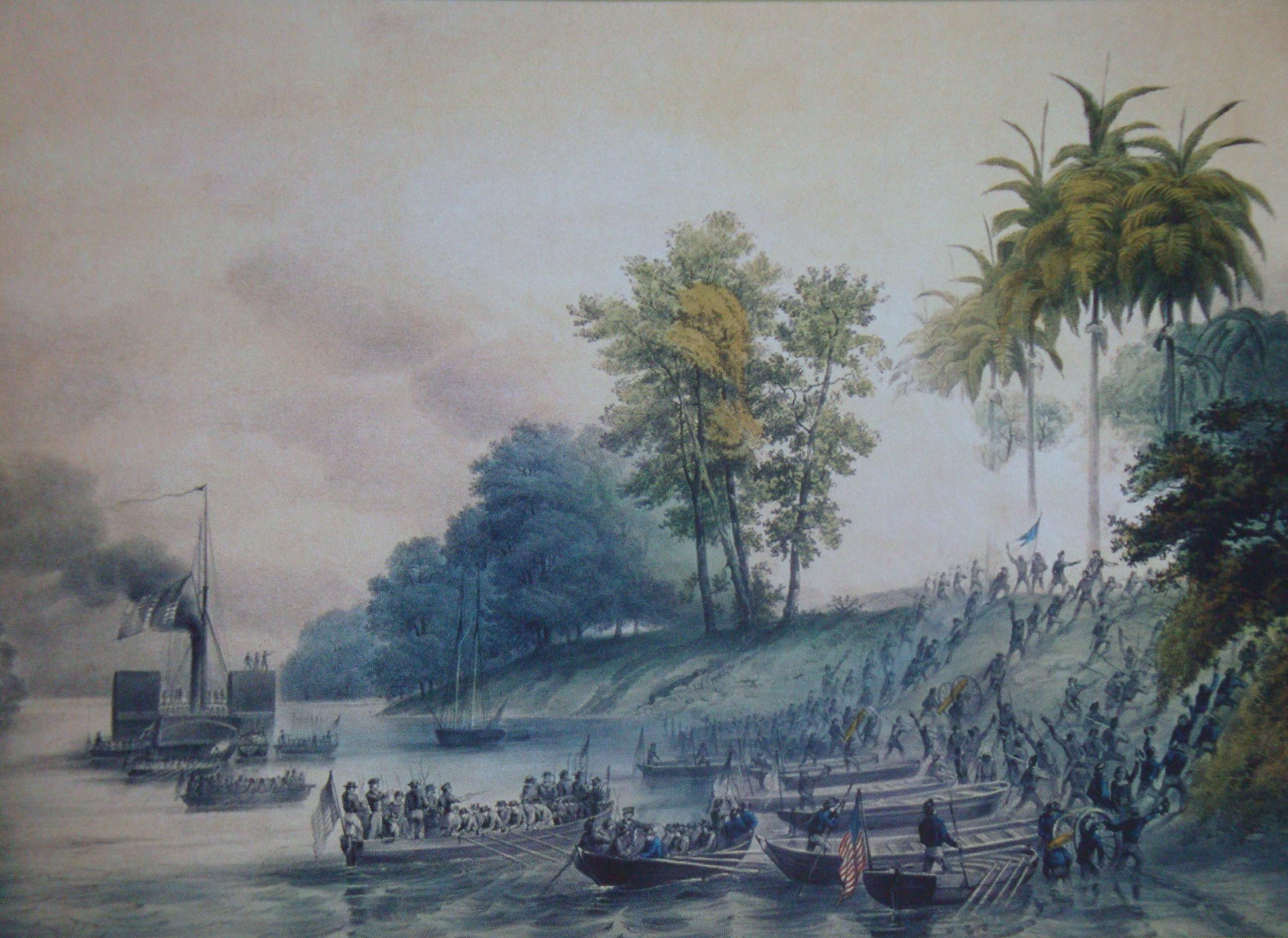
Druhá bitva u Tabasco.

Ráno 26. října 1846 se Američané připravovali na útok na město a v té chvíli začali Mexičané pálit na americkou flotilu. Američané zahájili bombardování náměstí města a jeho okolí. Toto bombardování pokračovalo až do večera. Značné ztráty a neschopnost dobýt město vedly Perryho k rozhodnutí stáhnout se zpět do přístavu Frontera, kde zahájil námořní blokádu, aby zabránil zásobování hlavního města potravinami a vojenským materiálem.
13. června 1847 obdržel Perry posily a začal se přesouvat k řece Grijalva se svojí flotou čítající 47 vlečených lodí, které přepravovaly výsadek 1 173 dobře vyzbrojených mužů. 15. června asi 19 km pod městem San Juan Bautista se loďstvo setkalo s malým odporem. V zákrutách řeky ve tvaru „S“, které jsou známy pod názvem „Ďáblovy ohyby (Devil's Bend)“, se Perry dostal pod mexickou palbu z opevnění Colmena u řeky. Těžké námořní zbraně však mexické síly rychle rozprášily.
16. června se Perry dostal k městu San Juan Bautista. Dvě lodě poslal kolem pevnosti, aby jí napadly z opačné strany. David D. Porter vedl 60 námořníků, kteří se zmocnili pevnosti a vztyčili na ní americkou vlajku. Následně se vylodil Perry se svými muži a vstoupil do města, které rychle obsadil.

### Scottovo tažení na Mexico City

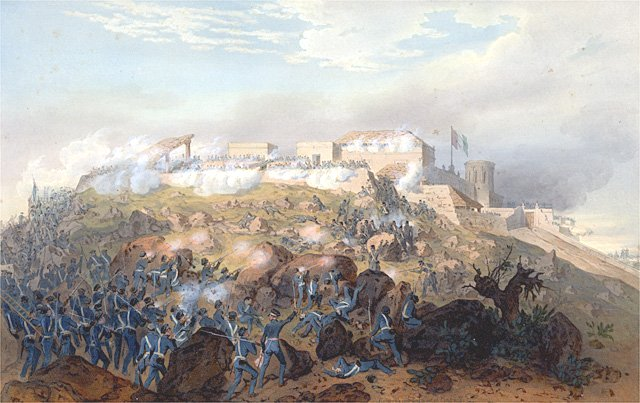
Bitva o Chapultepec.

Ještě před Taylorovou bitvou v Buena Vista Polk v říjnu 1846 rozhodl o vyslání druhé armády pod velením Winfielda Scotta do Veracruzu, odkud měla pokračovat na Mexico City.

#### Vylodění a obléhání Veracruz
Tato armáda se měla vylodit u přístavu Veracruz a zahájit invazi přímo do srdce Mexika. 9. března 1847 Scott provedl první velkou obojživelnou operaci v dějinách Spojených států jako přípravu na obléhání města Veracruz. Skupina 12 000 dobrovolníků a vojáků z povolání úspěšně vylodila poblíž opevněného města zásoby, zbraně i koně, přičemž byla použita zvlášť navržená vyloďovací plavidla.
Město bránil mexický generál Juan Morales s 3 400 muži. Moždíře a námořní kanóny byly použity k poškození hradeb a zastrašení obránců. Obránci města se pokoušeli opětovat dělostřeleckou palbu, jak nejlépe mohli, ale neustávající ostřelování města podlomilo vůli Mexičanů bojovat proti početně podstatně silnějšímu nepříteli a 27. března 1847 se město vzdalo. Američané měli ztráty 80 mužů, zatímco na mexické straně bylo asi 180 mrtvých a raněných, z čehož asi polovina byli civilisté. Během obléhání však mezi Američany propukla epidemie žluté zimnice.

#### Postup k městu Puebla

Scottovo tažení na Mexico City.

Scott se poté vydal na západ k Mexico City spolu s 8 500 zdravými vojáky, zatímco Santa Anna zaujal obranné pozice v kaňonu kolem hlavní silnice asi v polovině této cesty poblíž osady Cerro Gordo. Santa Anna měl k dispozici 12 000 vojáků a dělostřelectvo, které bylo zastříleno na silnici, po které se měl Scott pohybovat. Avšak Scott poslal vpřed jízdní dragouny, na které začalo mexické dělostřelectvo předčasně střílet a tím prozradilo své pozice.
Místo toho, aby se pohyboval po hlavní silnici, Scott přesouval své muže špatným terénem. Tak se dostal do boku mexické armády a své dělostřelectvo umístil na vyvýšené pozice. Ačkoliv Santa Anna si byl vědom pozic amerických jednotek, nebyl ani on, ani jeho jednotky připraveni na nápor, který následoval. Mexická armáda byla poražena. Ztráty Američanů tvořily něco přes 400 mužů, zatímco ztráty Mexičanů se vyšplhaly na 1 200 mrtvých a zraněných a 3 000 zajatých. V srpnu 1847 kapitán Kirby Smith ze Scottovy armády řekl o odporu mexické armády:

„Nemohou dělat nic a jejich další porážky by je o tom měly přesvědčit. Prohráli šest velkých bitev, ukořistili jsme 608 jejich kanónů, kolem 100 000 zbraní, získali jsme 12 000 zajatců, zabrali jsme velkou část jejich země a rychle se přibližujeme k hlavnímu městu, které musí být naše — přesto odmítají vyjednávat!“

#### Zastávka v Puebla
V květnu se Scott dostal do města Puebla, což bylo druhé největší město v Mexiku. Jelikož místní obyvatelé byli k Santa Annovi nepřátelští, vydali 1. května město bez boje. Během následujících měsíců Scott shromáždil v tomto městě zásoby a posily. Poslal rovněž domů jednotky, jejichž služba již uplynula. Scott také vyvinul značné úsilí, aby zachoval disciplinovanost svých mužů, aby okupační jednotky zacházely s místním obyvatelstvem dobře. Obával se povstání proti své armádě.

#### Postup na Mexico City a jeho dobytí
Americké zásobovací linie do Veracruz začali ohrožovat místní partyzáni. Scott však nechtěl oslabit svou armádu bráněním této linie, a proto se rozhodl nechat v Puebla posádku na ochranu nemocných a raněných a se zbývající silou vyrazil 7. srpna na Mexico City. Hlavní město bylo dobyto po sérii bitev na pravém křídle obrany města, které vyvrcholily bitvou u Chapultepec. Poté následoval bezprostřední útok na městské brány a obsazení hlavního města.

#### Poslední tažení Santa Anny
Na konci září 1847 učinil Santa Anna poslední pokus jak porazit Američany. Chtěl je odříznout od pobřeží a tím i od zásob a posil. Generál Joaquín Rea začal obléhat Puebla a brzy se připojil i Santa Anna. Nepodařilo se jim však město získat před příchodem pomocného sboru z Veracruz pod velením brigádního generála Josepha Lane. Santa Anna se jej pokoušel zastavit. Puebla bylo vyproštěno generálem Lanem 12. října 1847 poté, co byl Santa Anna 9. října 1847 poražen v bitvě u Huamantla. Tato bitva byla pro Santu Annu bitvou poslední. Po porážce mu nová mexická vláda, kterou vedl Manuel de la Peña y Peña přikázala, aby předal velení novému veliteli, kterým byl generál José Joaquín de Herrera.

#### Protipartyzánské tažení
Po dobytí a zabezpečení hlavního města poslal generál Scott asi čtvrtinu svých sil, aby zabezpečily zásobovací linii do Veracruz, která byla od května terčem nájezdů partyzánů. Posílil posádku ve městě Puebla a v listopadu 1847 stanovil posádky po 750 mužích v Perote, Puente Nacional, Rio Frio a San Juan podél této důležité silnice, aby pod velením brigádního generála Laneho bojovaly proti malým vojenským a partyzánským jednotkám. Také přikázal, aby každý zásobovací konvoj doprovázelo nejméně 1 300 mužů. Navzdory několika vítězstvím útoky na tuto zásobovací tepnu pokračovaly až do uzavření míru v roce 1848.

## Smlouva z Guadalupe Hidalgo

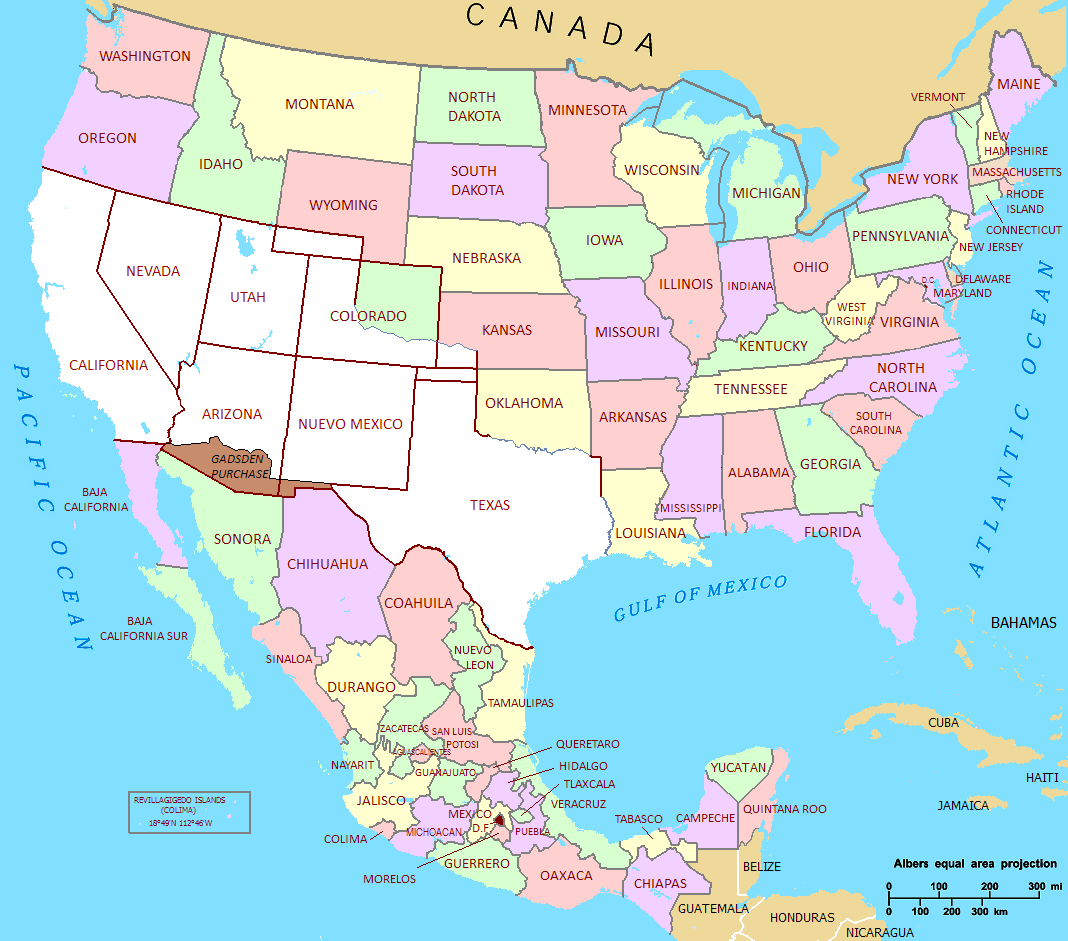
Mexická území (označena bíle) postoupená Spojeným státům smlouvou z Guadalupe Hidalgo. Hnědou barvou označeno území odkoupené Spojenými státy v roce 1853.

Mexiko čelící vojenské přesile, které ztratilo mnoho velkých měst, a které bylo rozpolceno mnoha vnitřními rozpory, nebylo již schopno se dále bránit. Mírová smlouva z Guadalupe Hidalgo byla podepsána 2. února 1848. Tato smlouva ukončila válku, dala Spojeným státům nezpochybnitelné právo na Texas, tím že vytyčila hranici mezi oběma státy na řece Rio Grande a postoupila Spojeným státům území dnešních států Kalifornie, Nevada, Utah, Nové Mexiko, většinu států Arizona a Colorado a části dnešních států Texas, Oklahoma, Kansas a Wyoming. Jako náhradu obdrželo Mexiko od Spojených států celkem 18 250 000 dolarů (což odpovídá současné sumě asi 490 000 000 dolarů), což byla méně než polovina původní částky, kterou Spojené státy nabízely Mexiku před vypuknutím války. V této sumě byly obsaženy i dluhy mexické vlády ve výši 3,25 miliónů dolarů (87,3 miliónů dolarů dnes) vůči americkým občanům, které Spojené státy vzaly na sebe.
Toto nabytí území bylo zdrojem polemik zejména u amerických politiků, kteří se stavěli od počátku proti válce. Hlavní protiválečné noviny Whig Intelligencer ironicky poznamenaly: „Nic jsme nedobyli… Díky Bohu.“ Poslední američtí vojáci se nalodili ve Veracruzu v červnu 1848.

## Bojující strany

### Spojené státy
Na americké straně ve válce bojovaly pluky pravidelné armády, různě velké jednotky dobrovolníků z různých částí Spojených států a Američané (a někteří Mexičané) z Kalifornie a Nového Mexika. Na počátku války měla americká armáda 8 pěších pluků (po třech praporech), 4 dělostřelecké pluky a 3 jezdecké pluky. Tyto pluky měly být doplněny 10 novými pluky (9 pěších a 1 jezdecký), které měly být vytvořeny na 1 rok.
Dobrovolníci z jednotlivých států tvořili různě velké jednotky na různě dlouhou dobu, většinou na jeden rok. Některým byla později služba prodloužena na celou dobu války, když bylo jasné, že válka bude trvat víc než jeden rok.
Paměti amerických vojáků popisují případy rabování a vraždění mexických civilistů, kterých se dopouštěli hlavně tito dobrovolníci. Jeden důstojník si do svého deníku poznamenal:

„Dosáhli jsme Burita asi v 17 hodin, bylo tam už mnoho dobrovolníků z Louisiany, zločinecká opilá sebranka. Vyhnali obyvatele, brali jim majetek z domů a chovali se jako zvěř.“

Poslední veterán z tohoto konfliktu zemřel 3. září 1929 ve věku 98 let. Jmenoval se Owen Thomas Edgar.

### Mexiko
Na začátku války byly mexické síly rozděleny mezi stálou armádu (permanentes) a aktivní milice (activos). Stálá armáda se skládala z 12 pluků pěchoty (každý po dvou praporech), 3 dělostřeleckých brigád, 8 pluků jezdectva a jedné oddělené eskadrony a brigády dragounů. Milice tvořila 9 pěších a 6 jezdeckých pluků. Rozptýlené osady v severním Mexiku chránily jednotky nazývané presidiales.
Významným faktorem, který přispěl k porážce Mexika, byly jeho zastaralé zbraně. Mexická armáda používala britské muškety (např. Brown Bess) z napoleonských válek. V kontrastu se zastaralou mexickou výzbrojí byli někteří američtí vojáci vybaveni nejnovějšími americkými zezadu nabíjenými perkusními puškami M1819 Hall a perkusními puškami M1841 Mississippi. V pozdějších fázích války bylo jezdectvo a důstojníci vybaveni revolvery Colt Walker, kterých armáda Spojených států objednala 1 000 v roce 1846. Po celou dobu války se projevovala i lepší kvalita amerického dělostřelectva.
Dalším faktorem důležitým pro americké vítězství byly politické spory uvnitř Mexika. Uvnitř Mexika soupeřily o moc „centralisté“ s „republikány“ a tyto spory se přenášely i do armády. Občas spolu tyto dvě frakce bojovaly víc než proti postupující americké invazi. Další skupinou byli „monarchisté“, kteří chtěli zavést v zemi monarchii (někteří chtěli dokonce zpět pod Španělské království), což jen dále komplikovalo situaci. Tato třetí frakce získala na převaze v období francouzské intervence do Mexika (1861 – 1867). Snadné americké vylodění u Veracruz bylo dáno hlavně pokračující občanskou válkou v Mexiko City, která znemožnila účinnou obranu důležitého přístavu.

### Dezerce

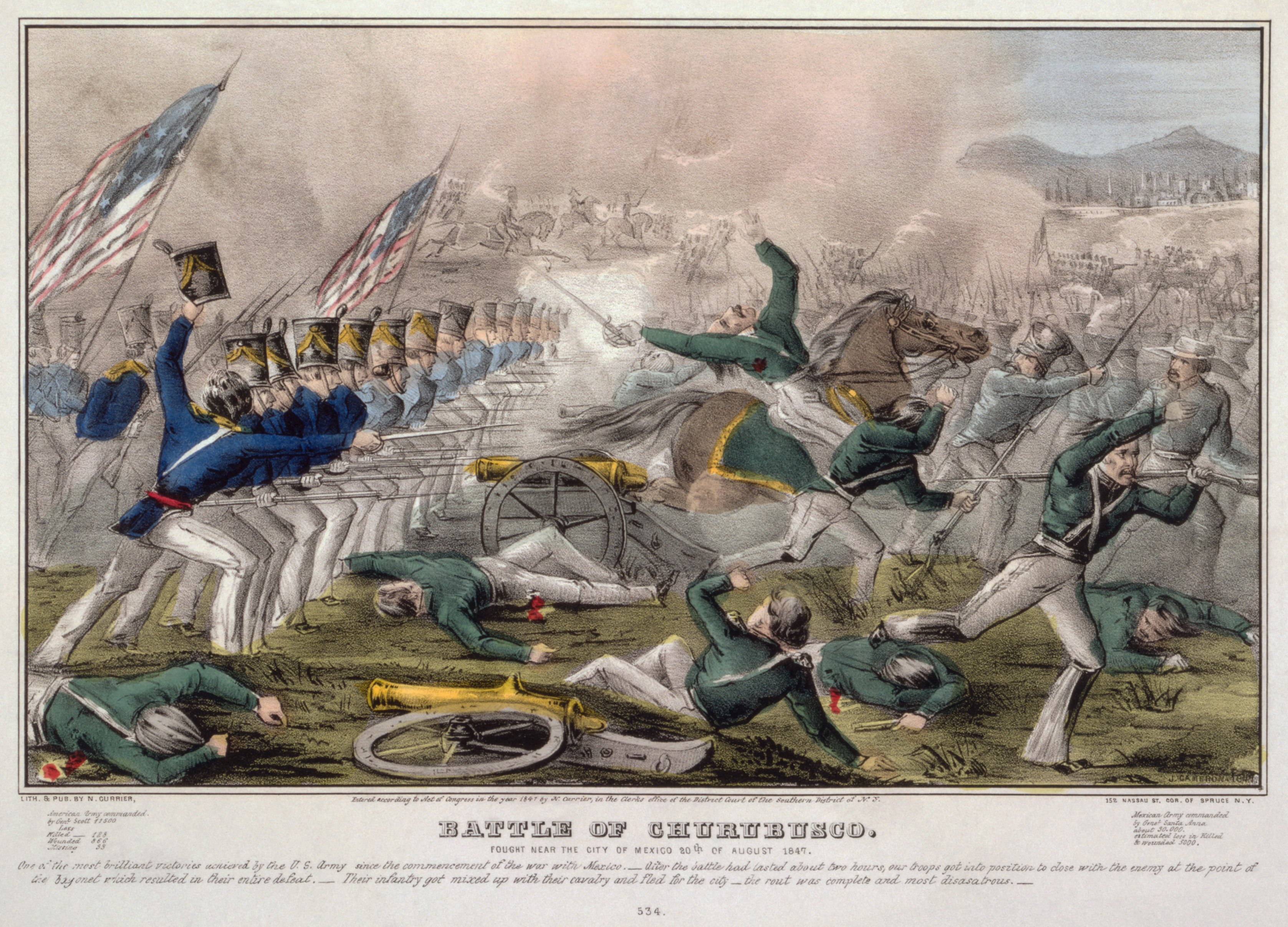
Bitva o Churubusco od J. Camerona, vydaná Nathanielem Currierem. Ručně tónovaná litografie, 1847. Digitálně obnovená.

Míra dezerce byla hlavním problémem mexické armády, který často oslaboval její síly ještě před vypuknutím bitvy. Většinu vojáků tvořili rolníci, kteří cítili svou loajalitu k rodné vesnici nebo k rodině, ale nikoliv ke generálům, kteří je odvedli do boje. Často hladoví a nemocní, nikdy dobře placení, špatně vybavení a jen částečně vytrénovaní, byli často ponižováni dokonce vlastními důstojníky. To vše jim poskytovalo jen malé důvody bojovat proti Američanům. Často hledali příležitost, jak utéct z tábora a najít si cestu do své domovské vesnice.
Míra dezerce v armádě Spojených států byla během války 8,3 % (9 200 z 111 000 vojáků). Pro srovnání během války v roce 1812 byla míra dezercí 12,7 % a v dobách míru se pohybovala kolem 14,8 % ročně. Mnoho dezertérů zběhlo proto, aby se posléze nechalo zapsat k jiné jednotce. Tak mnozí znovu získali prémii za vstup do armády. Další zběhli prostě kvůli bídným podmínkám v táborech, zatímco někteří brali vstup do armády jako příležitost, jak se zdarma dostat do Kalifornie, kde se posléze připojili ke zlaté horečce, která vypukla po skončení války.
Několik set amerických vojáků však přeběhlo i na mexickou stranu. Většinou se jednalo o nové přistěhovalce z Evropy, kteří měli jen slabé vazby na Spojené státy. Nejznámější takovou jednotkou byl „prapor Svatého Patrika“, který se více než z poloviny skládal z katolíků z Irska, motivovaných k dezercím náboženským útlakem ze strany protestantských důstojníků. Většina jich zahynula v bitvě o Churubusco. Asi 100 z nich bylo zajato Američany a zhruba polovina jich byla oběšena jako dezertéři v srpnu 1847.

## Důsledky války

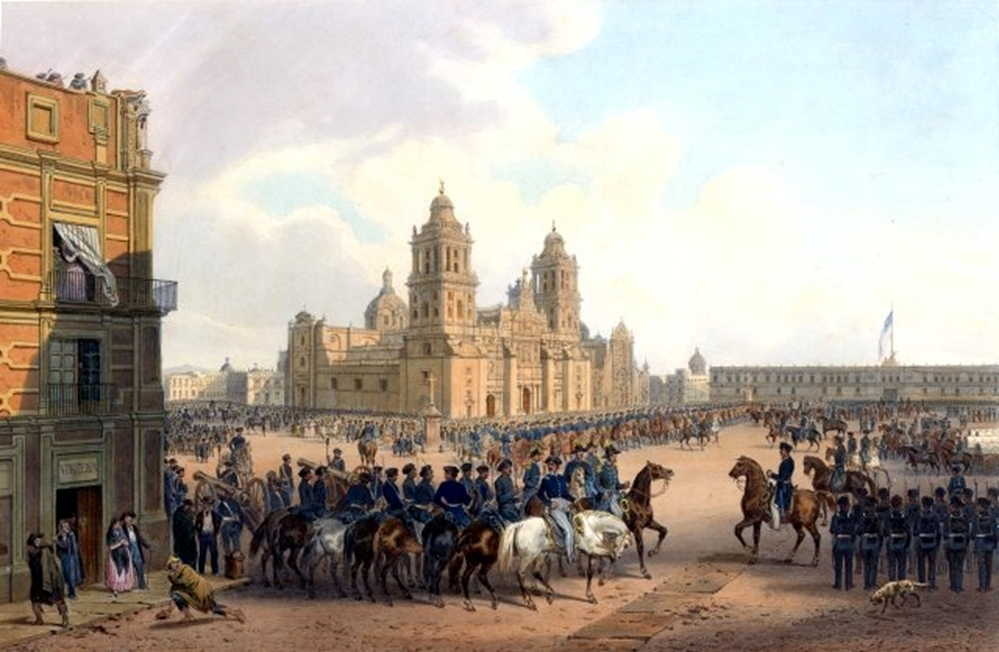
Americká okupace Mexico City roku 1847

Mexické území, mělo před odtržením Texasu rozlohu téměř 4 400 000 km² (1 700 000 mil²), se do roku 1848 zmenšilo ve prospěch Spojených států na méně než 2 000 000 km² (800 000 mil²). Dalších 83 000 km² (32 000 mil²) prodalo Spojeným státům v roce 1853 na stavbu železnice (tzv. „Gadsdenova koupě“). Mexiko tak přišlo o více než 55 % svého území. Připojená území, srovnatelná například s velikostí západní Evropy, však byla řídce osídlena. V Alta California žilo asi 14 000 osadníků a na území Santa Fe de Nuevo México jich žilo méně než 60 000. Žilo zde však mnoho indiánských kmenů. Někteří obyvatelé odešli po válce na jih do Mexika, ale většina z nich zůstala na území Spojených států a to včetně mnoha původních mexických osadníků.
Téměř v celých Spojených státech vzbudilo vítězství a získání nových území vlnu silného vlastenectví. Vítězství se zdálo naplněním víry Demokratů ve „zjevné předurčení“. I když Whig Ralph Waldo Emerson odmítal válku „jako prostředek k dosažení předurčení Ameriky“, na druhou stranu však připustil, že „většina velkých událostí v historii byla dosažena nedůstojnými prostředky.“ Odpor Whigů proti této válce, však této straně nebránil, aby nominovala Zachary Taylora jako kandidáta na prezidenta ve volbách v roce 1848, přičemž Whigové vyvyšovali jeho vojenské zásluhy a poněkud utlumili svou kritiku války. Podobně, avšak v tomto případě neúspěšně, kandidoval za Whigy na prezidenta v roce 1852 i Winfield Scott.
.

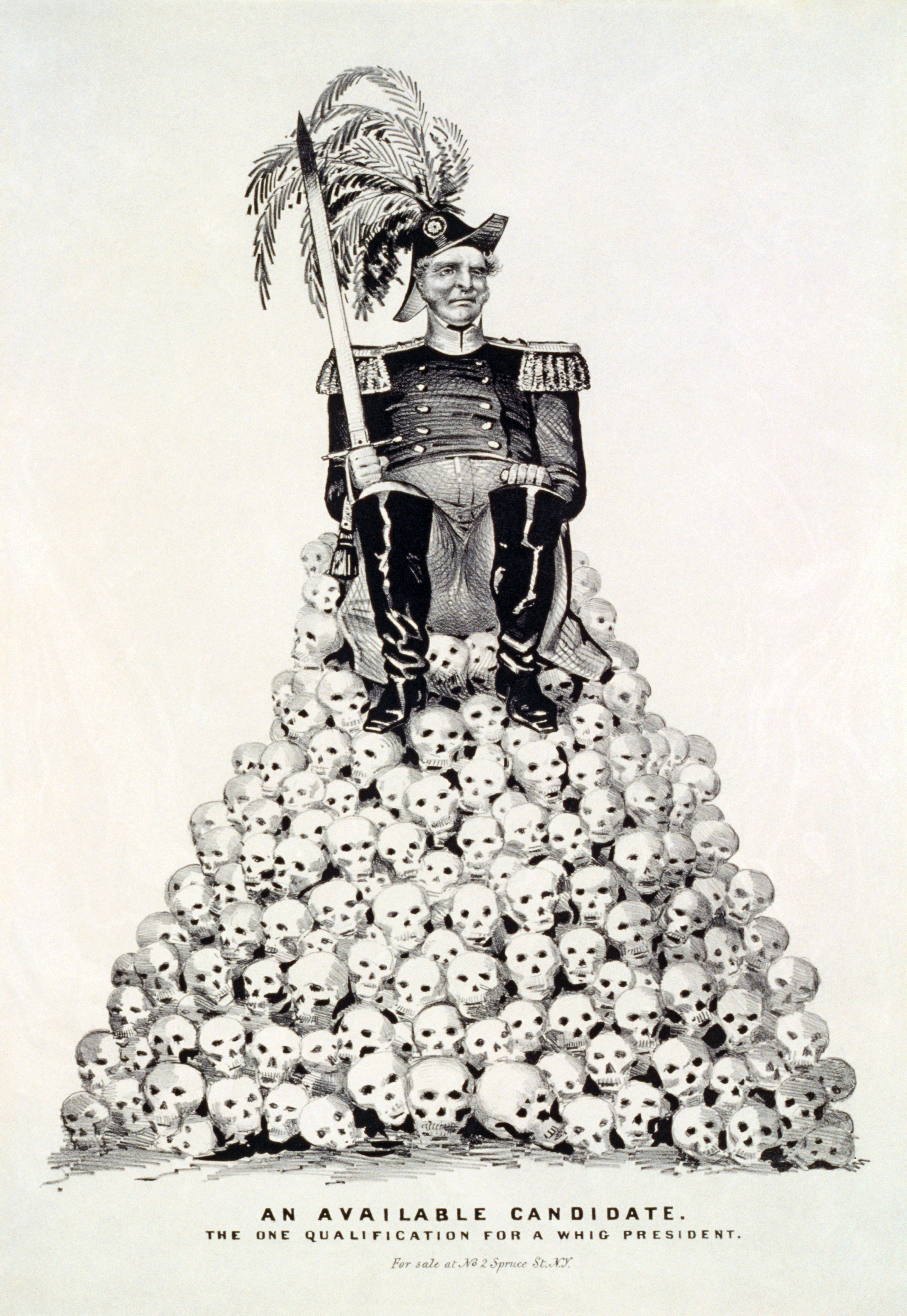
„Dostupný kandidát: Jediná kvalifikace prezidenta za Whigy.“ Politická karikatura z roku 1848 u příležitosti prezidentských voleb v tomto roce, která poukazuje na Zachary Taylora nebo Winfielda Scotta, dva hlavní kandidáty strany Whigů

Navzdory původním námitkám Whigů a abolicionistů válka sjednotila Spojené státy ve společné věci a byla vybojována převážně dobrovolníky. Zhruba 6 000 armáda se rozrostla na sílu přesahující 115 000 mužů. Z nich bylo asi 1,5 % zabito v boji a asi 10 % zemřelo na nemoci. Mnoho dalších bylo zraněno nebo propuštěno z armády z důvodu nemoci.
Během války probíhal ve Spojených státech spor o to, co s dobytým Mexikem. Objevily se i početné hlasy požadující připojení celého Mexika ke Spojeným státům. Veteráni z mexické války, kteří viděli Mexiko na vlastní oči, tím nebyli příliš nadšeni. Protiotrokářské organizace a skupiny byly rovněž proti a bojovali i proti šíření otroctví na nově získaných územích. Bylo učiněno několik pokusů o zákaz otroctví na nových územích, ale nepodařilo se je prosadit tak, aby vstoupily v platnost.
Smlouva z Guadalupe Hidalgo byla schválena senátem Spojených států 10. března 1848 a ratifikována mexickým kongresem 25. května 1848. Spojené státy americké se rozrostly a 3 100 000 km². Na druhou stranu Spojené státy vyplatily Mexiku 15 000 000 dolarů a převzaly dluhy Mexika vůči americkým občanům. Konečná hranice mezi Mexikem a Spojenými státy byla stanovena v roce 1853, kdy Spojené státy koupily od Mexika další území pro stavbu železnice (tzv. Gadsdenova koupě).
Ani po mnoha letech se mexicko-americká válka nestala součástí národních legend. Stále víc se na ní pohlíželo, jako na dobyvačnou válku, která byla vyprovokována prezidentem, který prahnul po rozšiřování území svého státu.
Vydání knihy „Republican Campaign Textbook“ z roku 1880, kterou vydal Republikánský kongresový výbor, popisuje tuto válku jako „hnusnou, páchnoucí korupcí“ a jako „jednu z nejtmavších scén z naší (americké) historie – válku, která byla vnucena našemu (americkému) a mexickému lidu uchvatitelskou rukou prezidenta Polka ve snaze o rozšíření území otrokářské oligarchie“.
Mexicko-americká válka patří k nejvýznamnějším událostem Spojených států v první polovině 19. století. Byl to významný bod, kdy začal prudký nárůst americké vojenské moci. Výsledkem byl také značný růst území Spojených států směrem na západ a následný prudký rozvoj těchto oblastí. Válka nevyřešila otázku otroctví ve Spojených státech, ale na druhou stranu na tento problém upozornila, což vedlo k prohloubení celonárodních diskusí o této instituci až do vypuknutí americké občanské války. Navíc rozšířením území od oceánu k oceánu vyvolala mexicko-americká válka masovou migraci nových přistěhovalců směrem na západ, což vedlo k válkám s indiány a postavení transkontinentální železnice.
V hlavním městě Mexika v parku Chapultepec se nachází památník Niños Héroes na památku hrdinské smrti velmi mladých mexických kadetů, kteří bojovali až do smrti, než aby se vzdali americkým vojákům v bitvě o Chapultepec 13. září 1847. Tento památník patří k důležitým vlasteneckým místům v Mexiku. 5. března 1947, tedy téměř sto let po této bitvě, americký prezident Harry S. Truman položil u pomníku věnec a držel zde minutu ticha.

### Vliv války na americkou občanskou válku
Mnoho vysokých vojenských velitelů americké občanské války bojovalo v této válce jako mladí důstojníci. Patřili mezi ně Ulysses S. Grant, George B. McClellan, Ambrose Burnside, Thomas Jonathan Jackson, James Longstreet, George Meade, Robert E. Lee i budoucí první a jediný prezident Konfederace Jefferson Davis.
Prezident Spojených států Ulysses S. Grant, který jako mladý poručík sloužil v Mexiku pod generálem Taylorem, vzpomíná na válku ve svých pamětech vydaných v roce 1885 následovně:

„Obecně bylo armádním důstojníkům lhostejné, jestli bylo připojení území oprávněné nebo ne, ale ne všem. Za sebe jsem byl rozhořčen opatřeními, která vedla k válce, jako jedné z nejnespravedlivějších, které kdy vedl silnější národ proti slabšímu. Byl to případ republiky, která následuje špatného příkladu evropských monarchií, které nepřemýšlejí o spravedlnosti při své touze získat další území.“

Grant také vyjádřil názor, že válka proti Mexiku přinesla Spojeným státům trest v podobě americké občanské války:

„Povstání Jihu byl do značné míry důsledek mexické války. Národy, stejně jako jednotlivci, jsou potrestány za své přestupky. My jsme byli potrestáni v nejkrvavější a nejdražší válce moderní doby.“